# 罗一秀
罗一秀（1889年10月20日—1910年2月11日），汉族，湖南韶山人，中国共产党领袖毛泽东的第一任妻子。两人于1907年结婚，直至1910年罗一秀逝世。
根据毛泽东的陈述，罗一秀和毛泽东由各自的父亲罗合楼、毛贻昌包办结婚，订婚时罗一秀18岁，而毛泽东更是年仅13岁。尽管毛泽东参加了婚礼，但他在婚後不久旋即離鄉背井出城求學，從來都沒有与罗一秀同居過，故此此段婚姻完全有名無實。罗一秀和毛泽东的父母共同生活了两年，因痢疾而病逝。有研究表明，这段婚姻使得毛泽东支持女权，并对于包办婚姻持批评态度。毛泽东一生中又结婚三次，三位妻子分别是杨开慧、贺子珍和江青。

## 早年生活
罗一秀出生于1889年10月20日，父亲罗合楼是当地的绅士，母亲毛氏是毛泽东的远房堂姑:25。罗一秀乳名叫秀妹子，因在姐妹中居长，又叫“一秀”或“大秀”:111。有研究认为，当时罗合楼一家的社会地位比较高:23，但也有研究声称罗合楼一家已经陷入贫困:25。罗合楼和毛氏育有五个儿子和五个女儿，但是其中七个孩子夭折了，只有三个女儿存活。罗合楼夫妇没有成年的儿子，这使得他们的社会地位受到影响，因为在当时的中国社会，只有儿子才被视为家族的延续:26。

## 婚姻

### 包办结婚
毛泽东出生于韶山冲，韶山附近的一个小村庄:11。毛泽东的父亲毛贻昌十分严厉，对于毛泽东日常叛逆的态度十分不满，因此使用当时常见的手段，为他包办结婚，以期毛泽东能够对家庭事务更负责任:12:23:111-112。同时，毛贻昌也希望为从事多年重体力劳动的毛泽东之母文素勤找一个帮手:26。毛贻昌选中了罗一秀:25。罗一秀和毛泽东的亲属关系可能是毛贻昌选择的理由，因为罗一秀母亲也姓毛，住在离毛贻昌家不到二里路的地方:111。
毛泽东和罗一秀在签下婚约当天第一次见面。多年以后，孔东梅从毛泽东的表侄孙女王海容处得知，毛泽东对于其父的选择并不满意，他所中意的是和他青梅竹马的表姐王十姑，也就是王季范的妹妹。然而，他们二人的八字不合，因此无法成婚。尽管对于其父的选择并不满意，毛泽东还是同意和罗一秀结婚:26。订婚时毛泽东年仅13岁。关于罗一秀和毛泽东的婚姻，大部分记载来自于美国记者埃德加·斯诺在《西行漫记》中1936年对毛泽东的采访，其中毛泽东对于罗一秀当时的年龄描述为20岁:145，这一说法稍后也在毛泽东的传记中出现:12:29。近期张戎和乔·哈利戴等人的研究显示，罗一秀当时的年龄实际上应为18岁:7:25。
1908年，罗一秀与毛泽东举办了婚礼:7:12:26-27:649。

### 婚后生活

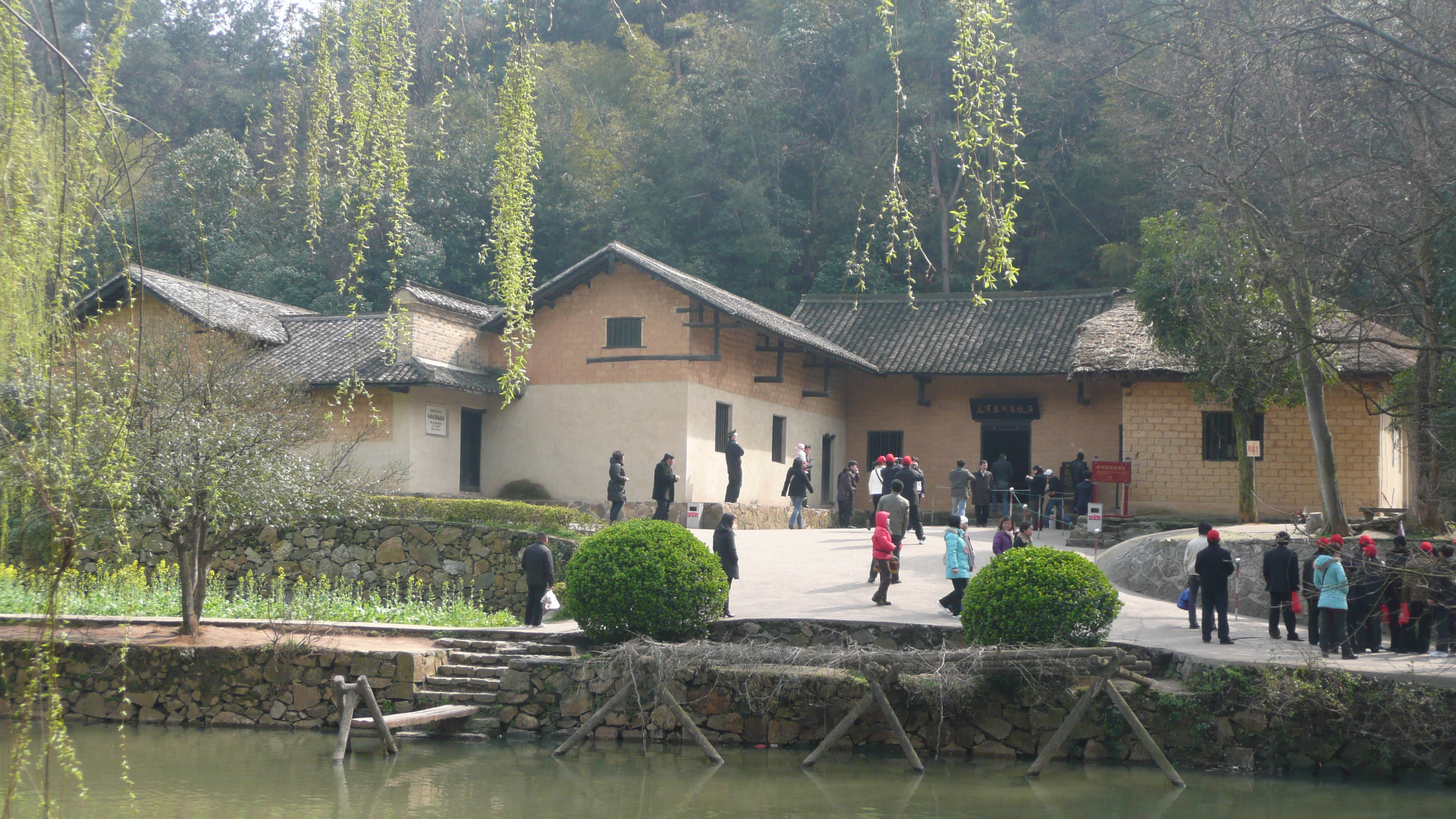
毛泽东韶山冲故居2010年的照片，罗一秀结婚后生活在这里

根据斯诺采访毛泽东的记录，毛泽东始终拒绝和罗一秀同居:145:29。毛贻昌唯一能做的就是把“毛罗氏”作为毛泽东的原配妻子写进毛氏家谱。。婚礼后不久，毛泽东离开家乡小村，在韶山和学生一起生活:29:27。在那里，他的大部分时间用于阅读，包括司马迁的《史记》、班固的《汉书》、冯桂芬的《校邠庐抗议》等著作:29:27。
作为毛家的一员，婚后的罗一秀和毛贻昌、文素勤共同生活。毛泽东的离去使得罗一秀受到外人的羞辱，有人认为她是毛贻昌的妾:29:27。1910年2月11日大年初二，罗一秀因痢疾而病逝:7:28, 589:2。毛泽东回到家中，他的父亲原谅了他的反抗行为，同年秋天同意资助他前往东山高等小学堂念书，自此毛泽东离开了韶山冲:28。1936年，毛泽东在受斯諾采访時說他并不认为羅一秀是自己的妻子:145，也没有提及她的病逝:7。罗一秀的坟墓位于附近的山上，面朝韶山冲，离毛泽东父母的坟墓数步之遥:112。

### 病逝后
罗一秀病逝后，毛泽东多次拜访过她的亲戚。1925年，毛泽东回到韶山组织农民运动时，他拜访了岳父罗合楼和堂兄罗石泉。罗石泉同年加入了中国共产党地下党组织，任过湘潭（韶山）特别区农协执行委员，一直从事农民运动，直至1949年:112–113。由于罗一秀无后，1941年修订毛氏家谱时，毛泽东和杨开慧所生的第三子毛岸龙被列为罗一秀之子:112。1950年，毛泽东长子毛岸英回韶山时，曾受毛泽东嘱托，去看望过罗石泉:113。毛泽东也和小妹夫毛华村（罗一秀小妹罗五秀的丈夫）等亲戚保持联系，1959年阔别30余年首次回到韶山时接见了他:113-114。

## 对毛泽东的影响
有研究认为，毛泽东这段有名無實的婚姻使得他“激烈的主张妇女权利”，表现为开始为左翼出版物撰写批评中国传统家庭关系的文章，其认为婚姻不应由社会或家庭压力主导，而爱情才是最重要的因素:23。克莱尔·霍林沃思、张戎和乔·哈利戴等均有类似观点，认为和罗一秀的婚姻使得毛泽东对于包办婚姻持批评态度:18-19:7。
毛泽东一生中又结婚三次，三位妻子分别是杨开慧（1920年12月结婚）、贺子珍（1928年5月结婚）和江青（1939年11月结婚）:589。